# Дощовий день у Нью-Йорку
«Дощовий день у Нью-Йорку» — американський романтичний комедійний фільм 2019 року сценариста та режисера Вуді Аллена з Тімоті Шалеме, Ель Феннінг, Селеною Гомес, Джудом Лоу, Дієго Луною та Левом Шрайбером у головних ролях.
Фільм був завершений у 2017 році, але його дистриб'ютор Amazon Studios зупинив реліз через суперечки з Аллена та руху #МеТоо. Стрічка вийшла у Польщі 26 липня 2019 року. Міжнародні розповсюджувачі розпочали показ фільмів на багатьох європейських, південноамериканських та азійських територіях.

## У ролях
| Актор           | Роль           |
| --------------- | -------------- |
| Тімоті Шалеме   | Гетсбі Веллес  |
| Ель Феннінг     | Ешлі Енрайт    |
| Селена Гомес    | Шеннон         |
| Джуд Лоу        | Тед Девідфф    |
| Дієго Луна      | Франциско Вега |
| Лев Шрайбер     | Роланд Поллард |
| Келлі Рорбах    | Террі          |
| Анналі Ешфорд   | Лілі           |
| Ребекка Голл    | Конні          |
| Черрі Джонс     | місіс Веллес   |
| Вілл Роджерс    | Гантер         |
| С'юкі Вотергаус | Тіффані        |
| Кетрін Лі Скотт | Ванда          |
| Тейлор Блек     | Дана           |

## Виробництво
У серпні 2017 року Тімоті Шалеме, Селена Гомес та Ель Феннінг приєдналися до складу найновішого фільму режисера та сценариста Вуді Аллена. Летті Аронсон стала продюсером, Amazon Studios — дистриб'ютором. У вересні 2017 року ролі отримали Джуд Лоу, Дієго Луна, Лев Шрайбер, Анналі Ешфорд, Ребекка Голл, Черрі Джонс, Вілл Роджерс та Келлі Рорбах. У жовтні 2017 року до них приєдналася С'юкі Вотергаус. У жовтні 2017 року Аллен підтвердив, що фільм отримав назву «Дощовий день у Нью-Йорку».

### Знімання
Основне знімання розпочали 11 вересня 2017 року в Нью-Йорку і завершили 23 жовтня.

## Випуск
Фільм вийшов у Польщі 26 липня 2019 року за участю кінокомпанії Kino Świat. Він також вийде у Литві, Греції, Нідерландах, Туреччині, Бельгії, Франції, Словаччині, Італії, Іспанії, Португалії, Мексиці, Аргентині, Німеччині, Бразилії, Південній Кореї, Росії, Україні, Латинській та Південній Америці протягом осені 2019 року.

### Судова справа
Фільм завершив постпродукцію в третьому кварталі 2018 року. Amazon Studios відклали фільм як проєкт, який не можна продати, а пізніше взагалі відмовились від нього. У лютому 2019 року Аллен подав позов на суму 68 мільйонів доларів, в якому оскаржував, що Amazon не виконала договірних зобов'язань щодо виходу фільму за попереднім договором, стверджуючи, що студія відмовилась від фільму з «незрозумілих причин» і розірвала контракт на чотири стрічки «25-річного безпідставного звинувачення». Судовий позов спрямований на мінімальні гарантійні платежі за чотири фільми плюс відшкодування збитків та судові збори. У травні 2019 року повідомлялося, що Amazon повернула Алену права на розповсюдження стрічки в США.

### Відповідь руху #МеТоо
Виробництво фільму збіглося з початком руху #МеТоо, що викликало пожвавлення інтересів громадськості в заяві про сексуальне домагання 1992 року проти Аллена. У жовтні 2017 року Гріффін Ньюмен оголосив через Twitter, що шкодує про те, що знявся у фільмі, і не буде працювати з Алленом у майбутньому. Ньюмен пожертвував свій гонорар організації RAINN. У січні 2018 року Тімоті Шалеме пожертвував свою зарплату крім RAINN, ще й руху Time's Up та ЛГБТ-центру Нью-Йорка. Селена Гомес зробила пожертву, що перевищила її зарплату, понад 1 мільйон доларів руху Time's Up, як і Ребекка Голл. Пізніше Голл пояснила: «Я обдумано говорила, що вибір був тим чи іншим судженням. Я не вірю, що хтось у суспільстві повинен бути суддею та присяжними у справі, яка є такою складною».